# المجلس الدولي للرياضة العسكرية
المجلس الدولي للرياضة العسكرية  (بالإنجليزية: International Military Sports Council)‏، ويعرف اختصارًا باسم السيزم (بالإنجليزية: IMSC)‏، التي أنشئت عام 1948، هي واحدة من أكبر المنظمات متعددة الرياضات في العالم، وتعتبر ثاني أكبر منظمة رياضية بعد اللجنة الأوليمبية الدولية، وتجري أكثر من 20 مسابقات سنويا.

## تاريخ
المجلس الدولي للرياضة العسكرية، تأسس (السيزم) في 18-02-1948 في نيس بفرنسا وكانت الدول المؤسسة هي بلجيكا، الدنمارك، فرنسا، لوكسمبورغ وهولندا وكان جنرال أمريكي يدعى (جون بيشنج) وفي أعقاب الحرب العالمية الأولى أقر بالحاجة لكسر الحواجز اللغوية والثقافية وتعزيز الصداقة بين جنود الدول المتحالفة ونتيجةً لذلك قام بتأسيس المجلس الرياضي للدول المتحالفة عام 1919 ونظم المباراة الرياضية العسكرية الدولية الأولى وهي الألعاب بين الدول المتحالفة في فرنسا وشارك في هذه الألعاب 18 دولة من خمس قارات و 1500 رياضي في 24 رياضة وبعد الحرب الحرب العالمية الثانية أعيد إحياء المجلس الرياضي للدول المتحالفة عام 1946 في برلين ألمانيا وتنافست معظم الدول البارزة الحليفة من أوربا الغربية والشرقية بكل انسجام ولسوء الحظ وبسبب الخلافات السياسية إنتهى المجلس الرياضي للدول المتحالفة عام 1947 ومع ذلك أعيد إحياء الفكرة من جديد في السنة التالية مع تأسيس السيزم وبروز رؤية عالمية، إن المجلس الدولي للرياضة العسكرية المعروف اختصاراً بالسيزم عبارة عن اتحاد رياضي دولي مؤلف من القوات المسلحة في الدول الأعضاء التي توافق عليها الجمعية العمومية ويسمح لكافة الدول الانضمام إلى السيزم وأن الهدف الأساسي للسيزم هو تعزيز المنافسة الرياضية والتربية البدنية بين القوات المسلحة لدول العالم كوسيلة لتعزيز السلام العالمي ويتجسد هذا الهدف في شعار السيزم (الصداقة عبر الرياضة ) وتهدف الأحداث الرياضية والاجتماعات التي يتم تنظيمها إلى التقاء الرياضيين من القوات المسلحة من كافة أرجاء العالم للاحتفال بالسلام العالمي بروح الصداقة المميزة والتضامن الذي يجمع كافة الدول الأعضاء في السيزم، في عام 1979 تم انتخاب أول رئيس عربي للسيزم وهو التونسي الفريق الركن محمد صالح وذلك على هامش أجتماعات المجلس في الصين

## الدول الأعضاء
| 108 دول مشاركة \| - أفغانستان (3) - ألبانيا (3) - الجزائر (56) - أنغولا (6) - الأرجنتين (81) - النمسا (33) - أذربيجان (3) - البحرين (51) - بنغلاديش (1) - باربادوس (7) - بيلاروس (34) - بلجيكا (45) - البوسنة والهرسك (14) - بوتسوانا (4) - البرازيل (368) - بلغاريا (2) - بوركينا فاسو (3) - بوروندي (5) - الكاميرون (27) - كندا (128) - الرأس الأخضر (3) - تشاد (4) - تشيلي (65) - الصين (194) - كولومبيا (127) - جمهورية الكونغو (9) - ساحل العاج (8) \| - كرواتيا (4) - قبرص (35) - جمهورية التشيك (14) - الدنمارك (52) - جمهورية الدومينيكان (7) - الإكوادور (57) - مصر (12) - إرتريا (6) - إستونيا (14) - فنلندا (40) - فرنسا (92) - الغابون (2) - غامبيا (3) - ألمانيا (167) - اليونان (26) - غينيا (11) - غينيا بيساو (4) - المجر (4) - الهند (147) - إندونيسيا (27) - إيران (37) - جمهورية أيرلندا (9) - إيطاليا (121) - جامايكا (11) - الأردن (4) - كازاخستان (29) - كينيا (52) \| - الكويت (26) - لاتفيا (6) - لبنان (8) - ليسوتو (3) - ليتوانيا (18) - لوكسمبورغ (8) - مقدونيا (4) - مالي (10) - مالطا (3) - موريتانيا (4) - الجبل الأسود (2) - المغرب (44) - هولندا (7) - النيجر (3) - نيجيريا (9) - كوريا الشمالية (27) - النرويج (39) - عُمان (6) - باكستان (47) - باراغواي (6) - بيرو (19) - بولندا (101) - البرتغال (1) - قطر (70) - رومانيا (9) - السعودية (34) - السنغال (3) \| - صربيا (10) - سلوفاكيا (7) - سلوفينيا (18) - جنوب إفريقيا (40) - كوريا الجنوبية (75) - إسبانيا (4) - سريلانكا (61) - سورينام (42) - السويد (61) - سويسرا (37) - سوريا (20) - تنزانيا (3) - توغو (3) - ترينيداد وتوباغو (47) - تونس (22) - تركيا (41) - أوغندا (3) - أوكرانيا (50) - الإمارات العربية المتحدة (29) - الولايات المتحدة (59) - الأوروغواي (36) - أوزبكستان (17) - فنزويلا (93) - فيتنام (9) - اليمن (2) - زامبيا (3) - زيمبابوي (5) \| | | | |
| - أفغانستان (3) - ألبانيا (3) - الجزائر (56) - أنغولا (6) - الأرجنتين (81) - النمسا (33) - أذربيجان (3) - البحرين (51) - بنغلاديش (1) - باربادوس (7) - بيلاروس (34) - بلجيكا (45) - البوسنة والهرسك (14) - بوتسوانا (4) - البرازيل (368) - بلغاريا (2) - بوركينا فاسو (3) - بوروندي (5) - الكاميرون (27) - كندا (128) - الرأس الأخضر (3) - تشاد (4) - تشيلي (65) - الصين (194) - كولومبيا (127) - جمهورية الكونغو (9) - ساحل العاج (8) | - كرواتيا (4) - قبرص (35) - جمهورية التشيك (14) - الدنمارك (52) - جمهورية الدومينيكان (7) - الإكوادور (57) - مصر (12) - إرتريا (6) - إستونيا (14) - فنلندا (40) - فرنسا (92) - الغابون (2) - غامبيا (3) - ألمانيا (167) - اليونان (26) - غينيا (11) - غينيا بيساو (4) - المجر (4) - الهند (147) - إندونيسيا (27) - إيران (37) - جمهورية أيرلندا (9) - إيطاليا (121) - جامايكا (11) - الأردن (4) - كازاخستان (29) - كينيا (52) | - الكويت (26) - لاتفيا (6) - لبنان (8) - ليسوتو (3) - ليتوانيا (18) - لوكسمبورغ (8) - مقدونيا (4) - مالي (10) - مالطا (3) - موريتانيا (4) - الجبل الأسود (2) - المغرب (44) - هولندا (7) - النيجر (3) - نيجيريا (9) - كوريا الشمالية (27) - النرويج (39) - عُمان (6) - باكستان (47) - باراغواي (6) - بيرو (19) - بولندا (101) - البرتغال (1) - قطر (70) - رومانيا (9) - السعودية (34) - السنغال (3) | - صربيا (10) - سلوفاكيا (7) - سلوفينيا (18) - جنوب إفريقيا (40) - كوريا الجنوبية (75) - إسبانيا (4) - سريلانكا (61) - سورينام (42) - السويد (61) - سويسرا (37) - سوريا (20) - تنزانيا (3) - توغو (3) - ترينيداد وتوباغو (47) - تونس (22) - تركيا (41) - أوغندا (3) - أوكرانيا (50) - الإمارات العربية المتحدة (29) - الولايات المتحدة (59) - الأوروغواي (36) - أوزبكستان (17) - فنزويلا (93) - فيتنام (9) - اليمن (2) - زامبيا (3) - زيمبابوي (5) |

## الألعاب العسكرية
الألعاب في الجيش تُقسَم الألعاب الرياضية والعسكرية المعتمدة وفق الآتي:
- الألعاب التي تدخل في التصنيف الفردي للعسكريين وفي تصنيف الوحدات، وهي نوعان:
- الألعاب العسكرية، وتتضمن: الخماسي العسكري (الرماية بالبندقية، السباحة، جولة المقاتل، قذف الرمانات وسباق الضاحية لمسافة 8 كلم)، التوجه بالبوصلة (للسباق القصير والطويل)، والرماية بالبندقية.
- الألعاب الرياضية، وتتضمَّن: السباق (4 كلم و12 كلم)، ألعاب القوى (ركض 200 م، 400 م، 800 م، 1500 م، 3000م، رمي كرة الحديدية، رمي الرمح، رمي القرص، إطاحة المطرقة، الوثب العالي، الوثب الطويل)، والألعاب الإجمالية (كرة اليد، الكرة الطائرة، كرة السلة، كرة القدم).
- الألعاب التي لا تدخل في تصنيف الوحدات: كرة المضرب، المصارعة، الملاكمة، الجودو، التايكواندو، المبارزة، السباحة وكرة الماء، التزلج، كرة الطاولة، التجديف، الشطرنج... الخ.

## كرة القدم
- كأس العالم العسكرية لكرة القدم

### منتخبات
- مصر
- الجزائر
- العراق

## وصـلات خارجية
- language=en موقع IMSC
- موقع IMSC